# Medel för att övertyga
Medel för att övertyga är enheter inom retorik som klassificerar talarens vädjan till publiken. De är ethos, patos och logos, samt den mindre använda kairos. De tre förstnämnda figurerar i Aristoteles Rhetorike.
Aristoteles grundade retoriken under antiken. Ethos, pathos och logos är tre retoriska medel som han menar är avgörande för att kunna övertyga, nå ut med ditt budskap och få andra att lyssna.
Skillnaden mellan att övertyga och övertala/manipulera är intentionen bakom. När du övertygar så gör du det med intentionen att vilja hjälpa andra. Du tror fullt och fast på att dina kunskaper kommer att hjälpa och tillföra något till andra. När du övertalar/manipulerar gör du det mer för din egen vinning, för att bara du tjänar på det.
Retoriken kan användas på två olika sätt, både för att övertala och för att övertyga sina mottagare. Används en text för att övertala, får mottagaren själv inte skapa sig en egen uppfattning. Inom journalistiken kan retoriken många gånger övertala, även fast det inte alls var journalistens syfte med texten.

## Tre medel att övertyga

### Ethos
Ethos handlar om den talandes moraliska karaktär och känsla, och används för att definiera talarens trovärdighet och övertyga publiken om att talaren är kvalificerad nog att tala om ämnet. Ethos ska hjälpa till att väcka tillit till talaren. Enligt Aristoteles finns det tre saker som gör att den talande verkar övertygande:
- Förnuft (fronesis)

Man framstår som en intellektuell person.
- Dygd (arete)

Man framstår som en moraliskt god person.
- Välvilja (eunoia)

Man framstår som en person med god tanke gentemot sina medmänniskor.

### Patos
Patos betyder att visa eller väcka känslor. Inom retoriken handlar det om att talaren ska väcka känslor hos publiken. Om publiken känner sympati, empati, eller till och med rädsla så blir talarens budskap lättare emottaget. Patos spelar mycket på publikens kortvariga känslor och används ofta för att motivera dem till någonting. Patos kan handla om att talaren använder starka ord, visar en bild som väcker känslor, eller använder sig av en metafor.

### Logos
Inom retoriken handlar logos om princip och logik. Logos vädjar till förnuft och fakta. När talaren använder sig av starka argument och hänvisar till fakta, förnuft, och logik ökar talarens trovärdighet.